# هنري روسكو
هنري روسكو (بالإنجليزية: Henry Roscoe)‏ هو كيميائي بريطاني عاش في الفترة ما بين 1833 إلى 1915؛ وهو حفيد وليام روسكو William Roscoe البرلماني البريطاني. اشتهر هنري روسكو بتجاربه وأبحاثه عن عنصر الفاناديوم.
ولد هنري في لندن ودرس في كلّيتها الجامعية؛ ثم انتقل إلى مدينة هايدلبرغ الألمانية وعمل تحت إشراف روبرت بنزن. عاد سنة 1857 إلى بريطانيا وعمل في جامعة فيكتوريا في مانشستر.
حاز على لقب فارس في سنة 1884.